# Beryl Grey
Beryl Elizabeth Grey, ursprungligen Groom, född 11 juni 1927 i Highgate i London, död 10 december 2022, var en brittisk prima ballerina. 
Hon gjorde debut 1941 med Sadler's Wells Ballet i London och året därpå, på sin 15-årsdag, dansade hon Svansjön. 1957 var hon den första engelska balettdansös som uppträdde med Bolsjojbaletten. Hon kom att betyda mycket för den brittiska balettens utveckling.
Åren 1968–1979 var hon konstnärlig chef för brittiska National Ballet. 1973 blev hon Commander of the Order of the British Empire och 1988 adlad som Dame of the British Empire.